# 黑森足球联赛
黑森足球联赛（德語：Fußball-Hessenliga，在2008年以前称为黑森高级联赛）是德国足球联赛系统中的第五级联赛和黑森州的最高级别足球联赛。它由黑森足球协会主办，为地区联赛的下级赛事。
黑森联赛通常设有18支参赛球队。其冠军得以直接升入西南地区联赛，亚军则需要与德国其它高级联赛的亚军参加附加赛以争夺升级名额。赛季结束时排名积分榜后三名的球队会降入黑森足协联赛，而足协联赛三个赛区的冠军也将直接升入黑森联赛。黑森联赛的倒数第四名球队还需要与足协联赛三个赛区的亚军参加附加赛，以确定最后一个黑森联赛的名额。

## 历史
第二次世界大战结束后，黑森于1945-46赛季恢复举办足球比赛。在新成立的德国顶级赛事——南部高级联赛之中，便包括有来自黑森的法兰克福、奥芬巴赫踢球者和FSV法兰克福。而在黑森州本身，除了下设东、西两个赛区的足协联赛之外，还成立了库尔黑森联赛（Kurhessen-Liga）和美因联赛（Main-Liga）等彼此独立的赛事。在接下来的1946-47赛季，黑森州的联赛结构进行了统一并合组为黑森州级联赛（Landesliga Hessen），它在该赛季被划分为五个组别。来自五个组别的最优秀球队至1947-48赛季则组成单轨制的州级联赛。这是首个涵盖全黑森的联赛，球队包括有普鲁士富尔达、达姆施塔特98、和睦韦茨拉尔、黑森卡塞尔、略德海姆、日耳曼尼亚比伯、阿海尔根、卡塞尔、大奥海姆06、卡塞尔03、卡塞尔-北、霍拉斯1910、弗里德贝格以及伦贝格。黑森州级联赛因此代表黑森成为1945年至1950年间德国足球联赛系统的第二级。
自1950-51赛季起，随着南部高级乙组联赛的设立，黑森联赛滑落至德国联赛系统的第三级，并更名为黑森业余甲级联赛（1. Amateurliga Hessen）。接下来的改革发生于1965年。黑森业余甲级联赛自此被首次更名为黑森联赛，并引入了取代业余乙级联赛的群组联赛作为其下级赛事。自1978年起，黑森联赛又更名为黑森高级联赛（Oberliga Hessen），其下级赛事为州级联赛。直至1994年以前，黑森高级联赛都维持德国联赛系统的第三级地位。
在1994年，随着地区联赛作为第三级别被重新引入，黑森高级联赛有6支球队根据他们在过去三季的表现而获得升入新联赛的资格，它们是奥芬巴赫踢球者、韦恩威斯巴登、埃格尔斯巴赫、红白法兰克福、黑森卡塞尔和达姆施塔特98。1994年的黑森冠军FSV法兰克福原本也有资格，但它被取代为直接跳入乙级联赛。自此，黑森高级联赛滑落至德国联赛的第四级，至2008年设立丙级联赛又进一步降至第五级。
在2004-05之前，联赛曾有两年之久被冠名为“黑森FFH高级联赛（FFH-Oberliga Hessen）”。在2005-06赛季，它又被冠名为“黑森奥德塞特高级联赛（Oddset-Oberliga Hessen）”。在随后的两年，联赛恢复使用黑森高级联赛的名称，直至2008年被更名为黑森联赛。自2015-16赛季起，联赛被冠名为“乐透黑森联赛（LOTTO Hessenliga）”。

## 历年冠军
| 黑森州级联赛（第二级） - 1948 略德海姆 - 1949 黑森卡塞尔 - 1950 达姆施塔特98 黑森业余甲级联赛（第三级） - 1951 奥林匹亚兰佩特海姆 - 1952 奥林匹亚兰佩特海姆 - 1953 哈瑙93 - 1954 普鲁士富尔达 - 1955 巴特洪堡 - 1956 新伊森堡03 - 1957 普鲁士富尔达 - 1958 弗里德贝格 - 1959 马尔堡 - 1960 普鲁士富尔达 - 1961 哈瑙93 - 1962 达姆施塔特98 - 1963 吉森 - 1964 达姆施塔特98 黑森联赛（第三级） - 1965 欧宝吕塞尔斯海姆 - 1966 日耳曼尼亚威斯巴登 - 1967 威斯巴登 - 1968 红白法兰克福 - 1969 FSV法兰克福 - 1970 法兰克福业余队 | - 1971 达姆施塔特98 - 1972 比尔斯塔特 - 1973 FSV法兰克福 - 1974 维多利亚阿沙芬堡 - 1975 FSV法兰克福 - 1976 鲍纳塔尔 - 1977 比尔斯塔特 - 1978 哈瑙93 黑森高级联赛（第三级） - 1979 比尔斯塔特 - 1980 黑森卡塞尔 - 1981 维多利亚格里斯海姆 - 1982 FSV法兰克福 - 1983 比尔斯塔特 - 1984 比尔斯塔特 - 1985 维多利亚阿沙芬堡 - 1986 奥芬巴赫踢球者 - 1987 奥芬巴赫踢球者 - 1988 维多利亚阿沙芬堡 - 1989 黑森卡塞尔 - 1990 红白法兰克福 - 1991 黑森卡塞尔 - 1992 维多利亚阿沙芬堡 - 1993 奥芬巴赫踢球者 - 1994 FSV法兰克福 - 1995 诺伊基兴 | 黑森高级联赛（第四级） - 1996 普鲁士富尔达 - 1997 韦恩威斯巴登 - 1998 FSV法兰克福 - 1999 达姆施塔特98 - 2000 小卡尔本 - 2001 普鲁士富尔达 - 2002 法兰克福业余队 - 2003 埃施博恩 - 2004 达姆施塔特98 - 2005 埃施博恩 - 2006 黑森卡塞尔 - 2007 FSV法兰克福 - 2008 达姆施塔特98 黑森联赛（第五级） - 2009 瓦尔德吉尔梅斯 - 2010 FSV法兰克福二队 - 2011 拜仁阿尔策瑙 - 2012 埃施博恩 - 2013 鲍纳塔尔 - 2014 于格斯海姆 - 2015 施泰因巴赫 - 2016 条顿尼亚瓦岑伯恩-施泰因贝格 |